# راگزدیل (ایندیانا)
راگزدیل (به انگلیسی: Ragsdale) یک منطقهٔ مسکونی در ایالات متحده آمریکا است که در شهرستان ناکس، ایندیانا واقع شده‌است. راگزدیل ۱۷۱٫۹۱ متر بالاتر از سطح دریا واقع شده‌است.